# John Dean
John Wesley Dean III (Akron, 14 ottobre 1938) è un avvocato e scrittore statunitense, consulente legale della Casa Bianca (White House Counsel) da luglio 1970 ad aprile 1973 durante la Presidenza di Richard Nixon.
Coinvolto direttamente nello scandalo Watergate, durante il quale era stato incaricato di attivare il programma di copertura dell'affare e di ostruzione della giustizia, fu il principale accusatore del Presidente Richard Nixon e rivelò i dettagli del piano d'insabbiamento e delle attività illegali messe in atto dalla Casa Bianca. 

## Biografia

### Prima del Watergate
Dean è nato ad Akron, nello stato dell'Ohio e ha vissuto i primi anni a Marion prima di trasferirsi con la sua famiglia a Flossmoor, Illinois, dove ha frequentato i primi anni di scuola; successivamente ha seguito i corsi della Staunton Military Academy dove divenne amico del figlio del senatore Barry Goldwater. Dopo aver frequentato la Colgate University e il College of Wooster in Ohio, si è laureato in legge nel 1965 alla Georgetown University.
Dean ha sposato in prime nozze Karla Ann Hennings il 4 febbraio 1962 da cui ha divorziato nel 1970; il 13 ottobre 1972 si è sposato in seconde nozze con Maureen (Mo) Kane.
Dopo la laurea John Dean lavorò nell'importante studio legale Welch & Morgan a Washington, quindi nel periodo 1966-67 è stato consigliere per il Partito Repubblicano nello United States House Committee on the Judiciary e ha fatto parte per due anni della commissione nazionale per la riforma delle leggi penali federali. Durante la campagna elettorale del 1968 John Dean entrò a far parte dell'organizzazione politica del candidato Richard Nixon, per la quale compilò documenti sulla lotta al crimine. Dopo l'elezione di Nixon, Dean divenne un funzionario del Dipartimento della giustizia e strinse amicizia con il potente Procuratore generale John Newton Mitchell. Nel luglio 1970 Dean divenne "Consigliere legale del Presidente" (White House counsel) in sostituzione di John Ehrlichman, che era passato a dirigere la politica interna dell'amministrazione Nixon.

### Scandalo Watergate
John Dean svolse un ruolo importantissimo durante l'affare del Watergate; egli, che era conoscenza dell'incursione progettata da G. Gordon Liddy nel quartier generale del Partito Democratico, si attivò fin dall'inizio della vicenda per insabbiare le indagini, coprire il ruolo di importanti funzionari governativi implicati e proteggere Richard Nixon, evitando un suo coinvolgimento diretto. Dean, che aveva ricevuto direttamente dal Presidente l'incarico d'intralciare le inchieste, eseguì questi compiti con abilità e riuscì a controllare le conseguenze politiche dello scandalo fino alla rielezione di Nixon del novembre 1972. Egli ebbe a disposizione importanti fondi della Casa Bianca per corrompere i personaggi minori della vicenda. Dean poté anche usufruire della collaborazione del capo dell'FBI Patrick L. Gray, da cui aveva ricevuto materiale compromettente ritrovato nell'abitazione di E. Howard Hunt. Il 15 settembre 1972 Dean incontrò il presidente che apprezzò i risultati raggiunti nel programma di insabbiamento e lodò le sue capacità; Nixon gli disse che stava facendo "un buon lavoro" e che era "molto in gamba"; era riuscito a "ficcare un dito nella diga ogni volta che qua e là saltava fuori una perdita". 

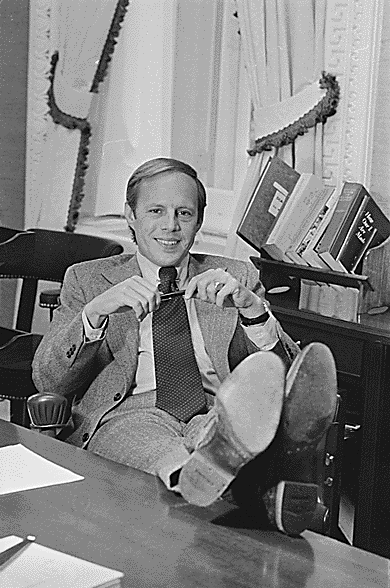
John Dean in atteggiamento informale nel suo ufficio di consigliere legale del presidente

La situazione di Dean divenne più difficile nel marzo 1973, quando James McCord, il capo del gruppo degli scassinatori, testimoniò per la prima volta raccontando delle pressioni ricevute per non rivelare il coinvolgimento della Casa Bianca e fece i nomi di Jeb Magruder, il vice di John Newton Mitchell al comitato per la rielezione di Nixon, e di John Dean come persone informate e responsabili dei fatti.  Il 21 marzo 1973 John Dean incontrò il presidente alla Casa Bianca; fu un colloquio drammatico in cui il consigliere cercò di esporre razionalmente e freddamente tutti gli aspetti di una vicenda che ormai appariva non più controllabile. Dean disse a Nixon che "un cancro sta divorando la presidenza"; descrisse i dettagli del programma d'insabbiamento e previde che continuare a subire i ricatti dei personaggi coinvolti avrebbe richiesto "un milione di dollari per i prossimi due anni". Al contrario di Dean che consigliava di "contenere le perdite" ed evitare di coinvolgere ancor di più la presidenza, Nixon disse di continuare a pagare Hunt e prospettò anche la possibilità di concedere la grazia agli accusati; il presidente tornò a lodare Dean per aver attuato il piano di insabbiamento "in modo perfetto", ma prospettò ambiguamente la necessità di "un altro piano". Nixon disse a Dean che aveva "i nervi troppo tesi" e lo invitò a recarsi a Camp David a scrivere una relazione dettagliata su tutta la vicenda, in realtà su consiglio dei suoi due collaboratori principali, Bob Haldeman e John Ehrlichman, il presidente intendeva scaricare tutte le colpe dell'insabbiamento su Mitchell e Dean.
John Dean comprese le intenzioni del presidente, egli decise quindi di collaborare con gli inquirenti; il 15 aprile si svolse l'ultimo incontro tra Nixon e Dean in cui il presidente cercò di intimidire il suo consigliere; Nixon usò espressioni minacciose e chiarì che "non sarebbe rimasto a guardare" se Dean avesse fatto delle rivelazioni compromettenti, mentre il consigliere ammise di avere già incontrato i giudici federali. Fu in questa occasione che Dean ebbe la sensazione, dal comportamento del presidente, che la conversazione fosse registrata da qualche dispositivo installato alla Casa Bianca. Dean il 19 aprile 1973 rilasciò una dichiarazione inequivocabile in cui affermava che "qualcuno spera o crede che io diventi il capro espiatorio del caso Watergate", ma chi riteneva una cosa del genere si sbagliava grossolanamente, perché "non conosce me, non conosce la realtà dei fatti e non coglie lo spirito del sistema giudiziario americano". Nel tentativo di arrestare la valanga dello scandalo, Nixon il 30 aprile 1973 licenziò Dean e accettò anche le dimissioni di Haldeman ed Ehrlichman. 

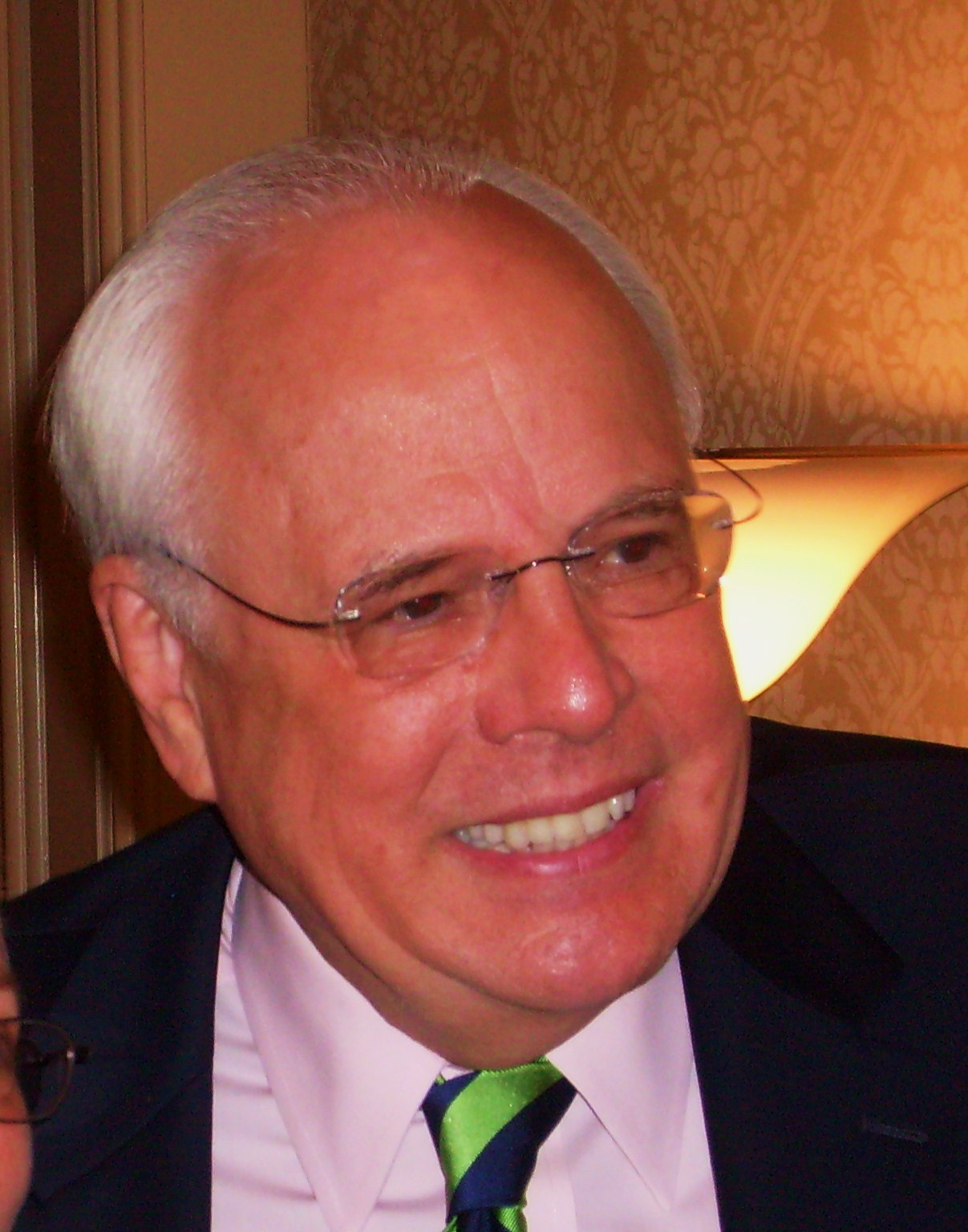
John Dean in una immagine del 2008

A partire dal 25 giugno 1973 John Dean testimoniò davanti alla Commissione del Senato, istituita nel febbraio 1973 per indagare sui fatti oscuri dell'ultima campagna elettorale; egli rivelò tutti i dettagli del piano di insabbiamento e delle attività illegali attivate e dirette dalla presidenza. Durante le sue lunghe e articolate testimonianze che continuarono per quattro giorni consecutivi, Dean, che diede prova di eccellente memoria, freddezza, perspicacia, coinvolse direttamente Nixon, e presentò una ricostruzione dei fatti coerente, accurata e attendibile basata tuttavia solo sui suoi ricordi e non su prove documentarie. Furono poi le successive acquisizioni delle registrazioni audio effettuate in segreto alla Casa Bianca, secondo una procedura ordinata da Nixon rivelata per la prima volta il 13 luglio 1973 da Alexander Butterfield, che confermarono la veridicità delle affermazioni di Dean. Dopo queste cruciali testimonianze si accelerò il processo di continua erosione del prestigio del Presidente fino alle sue dimissioni nell'agosto 1974.
Grazie alle sue decisive testimonianze, Dean poté usufruire di una riduzione della pena ricevuta per i reati commessi, e trascorse la condanna a Fort Holabird, vicino a Baltimora, nel Maryland. Scontata la pena, Dean decadde dal ruolo di avvocato.

### Dopo il Watergate
Poco dopo la conclusione della vicenda del Watergate, John Dean scrisse una serie di libri in cui descrisse nei particolari tutta la vicenda dal suo punto di vista e tenne una serie di conferenze negli Stati Uniti. In seguito Dean è divenuto uno stimato commentatore televisivo sugli eventi contemporanei, uno scrittore e un commentatore su importanti riviste.
Dean all'inizio della sua carriera manifestò posizioni politiche vicine al conservatorismo di Barry Goldwater, ma nella seconda parte della sua vita ha criticato il Partito Repubblicano, i presidenti George W. Bush e Donald Trump e le degenerazioni bellicistiche del potere presidenziale.

## Nei mezzi di comunicazione di massa
Dean fu rappresentato in due film e in alcuni programmi televisivi.
Nel film del 1995 Gli intrighi del potere - Nixon, diretto da Oliver Stone, Dean fu interpretato da David Hyde Pierce; nel film del 1999 Le ragazze della Casa Bianca, Dean fu interpretato da Jim Breuer.